# Pinus douglasiana
Pinus douglasiana — вид вічнозелених хвойних рослин родини соснових. Зустрічається тільки в Мексиці.

## Морфологічна характеристика
Дерево до 45 м заввишки і 100 см заввишки, зазвичай з одним прямим, круглим стовбуром, очищеним від гілок на 2/3 довжини. Крона спочатку пірамідальна, у старих дерев стає округлою, від густої до відкритої. Кора спочатку гладка, червоно-коричнева, пізніше стає лускатої, шорсткою, лускатої, розділена на великі неправильні пластини, розділені глибокими тріщинами. Пагони гладкі чи шорсткі, темно-коричневі. Листки в пучках по 5, зберігаються 2–2.5 роки, зазвичай мляві і пониклі, 2–3.5 см × 0.7–1.2 мм, від світло-жовтувато-зеленого до сизо-зеленого, верхівка гостра. Продихи знаходяться на всіх гранях листків, по 3–4 рядки на кожній стороні. Пилкові шишки численні, циліндричні, 20–25 × 4–5 мм, рожевувато-коричневі в період дозрівання. Насіннєві шишки по 1–4 на міцних, відігнутих 10–15 мм квітконіжках, які спадають разом з шишкою; незрілі шишки ≈ 15 × 10 мм, пурпуруваті чи сірувато-зелені; зрілі шишки яйцеподібні в закритому вигляді, часто злегка вигнуті, широко-яйцюваті з приплюснутою основою в розкритому вигляді, стають 7–10 × 5–7 см. Насіннєва луска тонка дерев'яниста, світло-коричнева з часто нечіткими світлішими відмітками насінних крил. Насіння обернено-яйцювате, сплющене, 4–5 × 3–3.5 мм, світло-сіре або коричневе, часто з темними плямами. Насіннєві крила, що тримаються на насінні двома косими кігтями, 18–24 × 7–9 мм, світло-жовто-коричневі, напівпрозорі.

## Середовище проживання
Цей вид є складовою переважно змішаних соснових або сосново-дубових лісів на висотах (1100)1400–2500(2700) метрів над рівнем моря в теплих і помірних кліматичних зонах. Річна кількість опадів відрізняється залежно від висоти, але в більшості районів становить приблизно 1000 мм. Поширені асоційовані сосни — Pinus pseudostrobus, P. herrerae, P. leiophylla, P. lawsonii, P. ayacahuite в південній частині ареалу, іноді P. oocarpa та P. devoniana на нижчих висотах та в більш сухих місцях відповідно. На найвищих і вологих місцях P. douglasiana може зустрічатися з Abies, Picea (у Дуранго) або Cupressus lusitanica. У багатьох районах Quercus є співпанівним; зміщення складу лісу в бік широколистяних дерев може відбуватися також шляхом вибіркової рубки сосни.

## Загрози й охорона
Цей вид підлягає промисловій вирубці, і, можливо, кількість зрілих дерев у деяких районах, які активно експлуатуються, зменшилася. Цей вид зареєстровано з кількох заповідних територій.

## Використання
Pinus douglasiana, поряд з іншими видами, з якими ця сосна часто трапляється, є важливим деревом лісоматеріалів у більшій частині свого ареалу.